# Operazione Warp Speed
L'operazione Warp Speed (OWS) è stata una partnership pubblico-privata avviata dal governo degli Stati uniti e dall’allora presidente Donald Trump per facilitare e accelerare lo sviluppo, la produzione e la distribuzione di vaccini, terapie e sistemi diagnostici per contrastare il COVID-19. Il primo rapporto di notizie sull'operazione Warp Speed risale al 29 aprile 2020 e il programma è stato annunciato ufficialmente il 15 maggio 2020. Alla fine di febbraio 2021, l'operazione è stata affidata al team di risposta al COVID-19 della Casa Bianca.
Il programma promuoveva la produzione di massa di vaccini e tipi di tecnologie vaccinali, consentendo una distribuzione più rapida di quest'ultimi. Il piano prevedeva che alcuni di questi vaccini non fossero sicuri o efficaci, ma poteva portare alla disponibilità di un vaccino diversi mesi prima rispetto alle normali tempistiche.
L'operazione Warp Speed, inizialmente finanziata con circa $10 miliardi dal CARES Act (Coronavirus Aid, Relief and Economy Security) approvato dal Congresso degli Stati Uniti il 27 marzo, era un programma che include componenti del Dipartimento della salute e dei servizi umani, compresi i Centers for Disease Control and Prevention, Food and Drug Administration, i National Institutes of Health, Biomedical Advanced Research and Development Authority (BARDA), il Dipartimento della Difesa, imprese private e altre agenzie federali tra cui il Dipartimento dell'Agricoltura, il Dipartimento dell'Energia e il Dipartimento degli Affari dei Veterani.

## Storia
Il 15 maggio 2020, il presidente degli Stati Uniti d'America Donald J. Trump ha annunciato ufficialmente la partnership, con lo scopo di coordinare gli sforzi a livello di salute e servizi umani per lo sviluppo di vaccini.
L'operazione Warp Speed è stata costituita per incoraggiare e consentire una rapida approvazione e produzione di vaccini durante la pandemia di COVID-19. Il nome deriva dalla terminologia utilizzata nell'immaginario universo di Star Trek per definire i viaggi più veloci della luce, evocando un senso di rapido progresso.
La Food and Drug Administration ha annunciato il 30 giugno 2020 che il vaccino dovrà essere efficace almeno al 50% per ottenere l'approvazione, riducendo la gravità dei sintomi del COVID-19.

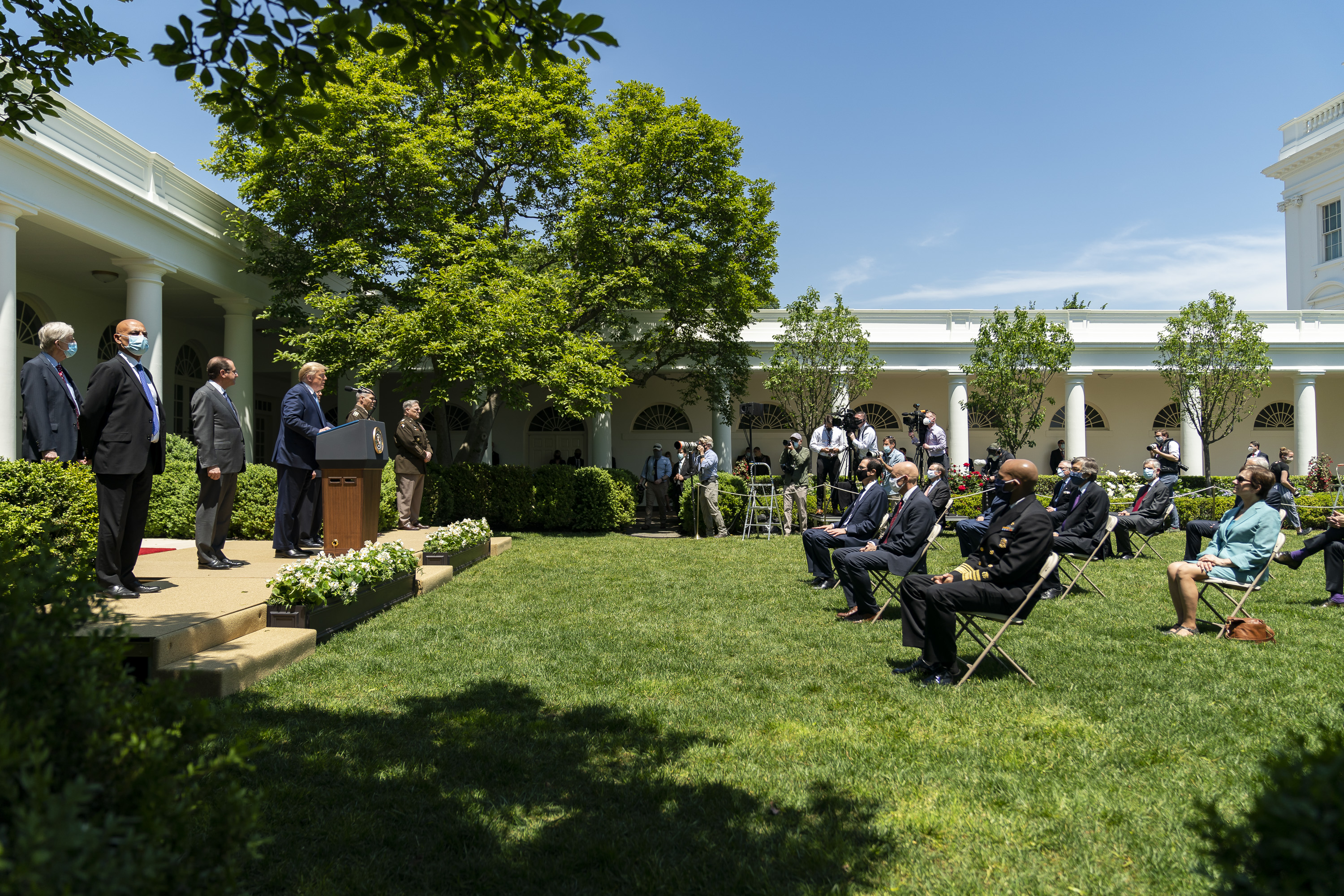
Il presidente Donald Trump annuncia ufficialmente l'operazione Warp Speed (15 maggio 2020)

## Obiettivi
Secondo la scheda informativa del Dipartimento della salute e dei servizi umani, l'obiettivo principale dichiarato dell'operazione Warp Speed è "produrre e fornire 300 milioni di dosi di vaccini sicuri ed efficaci entro gennaio 2021".
Obiettivi specifici, come sottolineano i vari media, includono:
- sostenere le aziende farmaceutiche per la ricerca e lo sviluppo di sette diversi vaccini candidati contemporaneamente e di determinati composti terapeutici;
- sostenere diversi produttori di vaccini per un rapido aumento della capacità di produzione;
- aiutare l'organizzazione e facilitare la revisione simultanea da parte della FDA;
- facilitare la produzione di vaccini candidati mentre rimangono pre-approvati durante la ricerca clinica preliminare e prepararsi a una rapida diffusione se si dimostrano sicuri ed efficaci;
- coordinarsi con il Dipartimento della Difesa per la fornitura, produzione e distribuzione di vaccini negli Stati Uniti, tenere traccia di ogni fiala di vaccino e del programma di iniezione per tutti i cittadini americani.

Il commissario Stephen Hahn ha osservato che la FDA avrebbe "fornito assistenza tecnica e di sviluppo all'operazione Warp Speed, ma i produttori dei vaccini decideranno singolarmente se parteciparne o meno".

## Aziende che hanno ricevuto finanziamenti per la ricerca
Ad agosto 2020, otto società sono state scelte per un finanziamento di circa $11 miliardi per accelerare lo sviluppo e la preparazione per la produzione dei rispettivi candidati vaccini.
Gli sviluppatori di vaccini e di diverse tecnologie vaccinali che stanno ricevendo finanziamenti per la ricerca dal governo sono:
| Nome                                           | Tecnologia                                                              | Importi                                                       | Data annunciata | Candidato vaccino                     | Appunti |
| ---------------------------------------------- | ----------------------------------------------------------------------- | ------------------------------------------------------------- | --------------- | ------------------------------------- | --- |
| Johnson & Johnson (Janssen Pharmaceutical)     | Vettore virale non replicante                                           | $1 miliardo                                                   | 5 agosto 2020   | Ad26. COV2-S                          | Questo si aggiunge ai 456 milioni di dollari assegnati dal governo nel marzo 2020. |
| AstraZeneca - Università di Oxford e Vaccitech | Vettore virale modificato dell'adenovirus dello scimpanzé               | $1,2 miliardi                                                 | 21 maggio 2020  | AZD1222                               | |
| Moderna                                        | mRNA                                                                    | $1,53 miliardi                                                | 11 agosto 2020  | mRNA-1273                             | Il governo aveva già dato a Moderna due sovvenzioni di 483 milioni di dollari e 472 milioni di dollari. I $1,53 miliardi annunciati l'11 agosto portano l'investimento a un totale di $2,48 miliardi.   |
| Novavax                                        | Nanoparticelle proteiche ricombinanti SARS-CoV-2 con adiuvante          | $1,6 miliardi per la produzione avanzata su scala commerciale | 7 luglio 2020   | NVX-CoV2373                           | Finanziamenti per dimostrare la produzione su scala commerciale; Il governo federale sarà proprietario dei 100 milioni di dosi prodotte, ma saranno rese disponibili per le sperimentazioni cliniche.   |
| Merck e IAVI                                   | Vettore virale replicante Themis (morbillo) IAV (stomatite vescicolare) | $38 milioni                                                   | 15 aprile 2020  | V590                                  | V590 è la collaborazione di Merck con IAVI. Merck ha un altro candidato vaccino, V591, che ha acquisito a maggio 2020 con Themis.                                                                       |
| Sanofi e GlaxoSmithKline                       | Proteine (linee cellulari di insetti) con coadiuvante                   | $2,1 miliardi                                                 | 31 luglio 2020  | Nessun nome a partire da ottobre 2020 | L'11 dicembre 2020 le società hanno annunciato che avrebbero ritardato il rilascio del vaccino fino alla fine del 2021 perché produceva "una risposta immunitaria insufficiente" nelle persone anziane. |

Le società finanziate indirettamente sono:
- Vaxart (in collaborazione con Emergent BioSolutions);
- Inovio.

A partire da ottobre 2020, l'operazione Warp Speed aveva speso meno di 1 miliardo di dollari per supportare lo sviluppo e la produzione di tre trattamenti con anticorpi monoclonali, contro i quasi 10 miliardi di dollari per sei vaccini.
- Regeneron avrebbe ricevuto 450 milioni di dollari per sviluppare e fornire un farmaco a base di anticorpi monoclonali secondo un annuncio del governo il 7 luglio 2020.

## Aziende che non hanno ricevuto finanziamenti per la ricerca

### Pfizer-BioNTech
Il progetto BioNTech per sviluppare una nuova tecnologia mRNA per un vaccino anti COVID-19 è stato chiamato "Project Lightspeed" iniziato a metà gennaio 2020 nei laboratori di BioNTech in Germania, pochi giorni dopo che la sequenza genetica SARS-Cov-2 è stata resa pubblica per la prima volta.
L'amministratore delegato della Pfizer Albert Bourla ha affermato che la società ha deciso di non prendere i finanziamenti di Warp Speed per il desiderio di "liberare i nostri scienziati da qualsiasi burocrazia derivante dal dover fornire rapporti e concordare come spenderemo i soldi"
Il 22 luglio, l'operazione Warp Speed ha emesso un ordine di acquisto anticipato di $2 miliardi con Pfizer per produrre 100 milioni di dosi di vaccino anti COVID-19 da utilizzare negli Stati Uniti quando quest'ultimo si dimostrerà sicuro, efficace e autorizzato dalla FDA. Questo vaccino sarebbe sufficiente per vaccinare 50 milioni di americani. Il 9 novembre la partnership Pfizer-BioNTech ha annunciato i primi risultati positivi dalla sua sperimentazione di fase III del candidato vaccino BNT162b2 e l'11 dicembre la FDA ha fornito l'autorizzazione, avviando così la distribuzione del vaccino.
Pfizer ha dichiarato inizialmente di non essere un partecipante all'operazione Warp Speed perché non accettava fondi per la ricerca e lo sviluppo, ma la Casa Bianca ha affermato che con l'acquisto anticipato del governo di 100 milioni di dosi di vaccino, Pfizer è stato reso un partecipante.
I rappresentanti dell'azienda hanno dichiarato a novembre che "l'azienda fa parte dell'operazione Warp Speed come fornitore di un potenziale vaccino contro il coronavirus" e che "Pfizer è orgogliosa di essere uno dei vari produttori di vaccini che partecipano all'operazione Warp Speed come un potenziale fornitore di vaccino."

## Riepilogo

### Costo

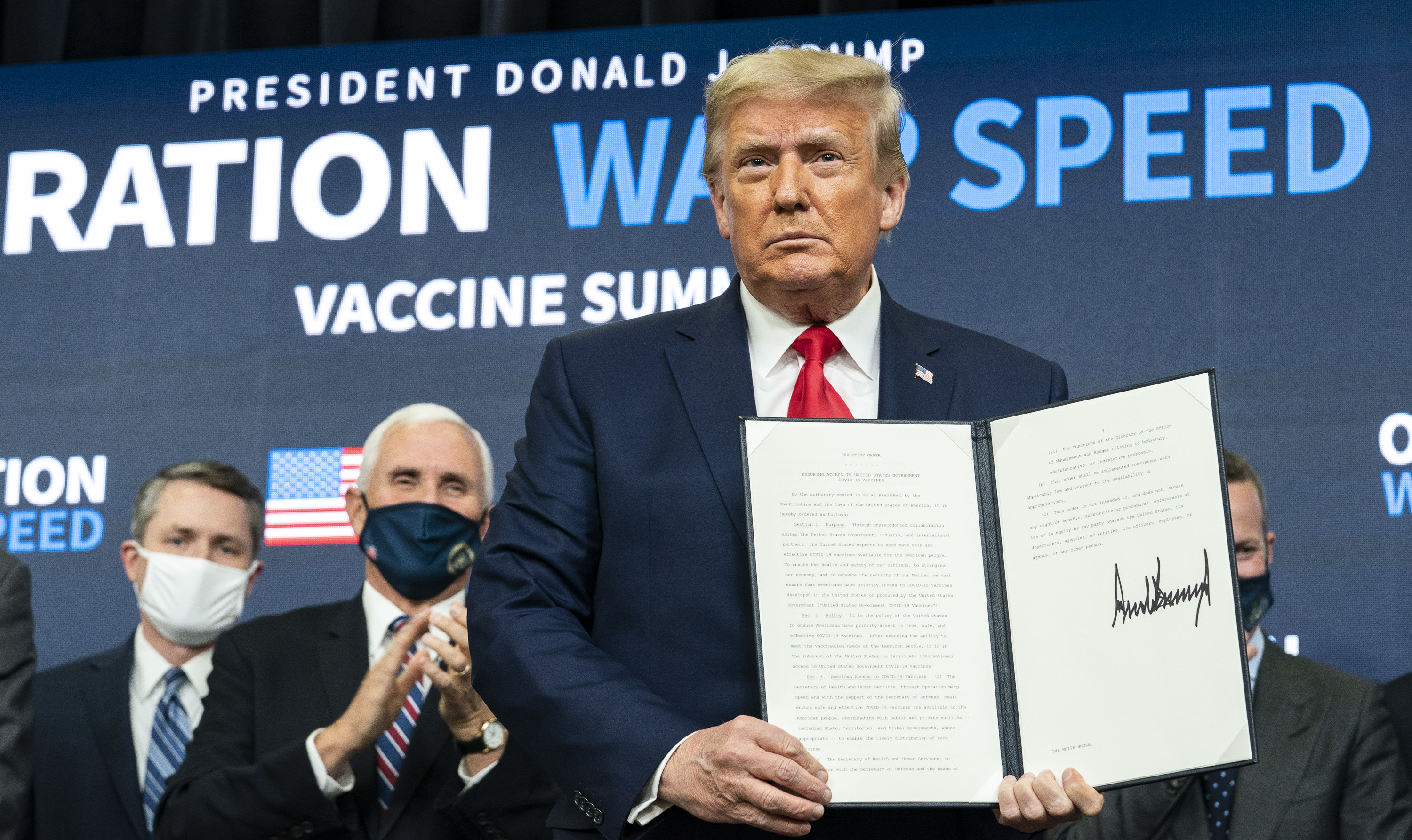
Il presidente Trump mostra un ordine esecutivo che richiede l'accesso prioritario ai vaccini anti COVID-19 sviluppati negli Stati Uniti, firmato a dicembre 2020

L'operazione Warp Speed prevedeva che alcuni di questi vaccini non fossero sicuri o efficaci, rendendo il programma più costoso dello sviluppo di un vaccino tipico ma potenzialmente portando alla disponibilità di un vaccino diversi mesi prima rispetto alle normali tempistiche. I bassi prezzi dei vaccini contro il coronavirus sono stati attribuiti all'elevata quantità di finanziamenti per la ricerca forniti dall'operazione Warp Speed. Gli sviluppatori dei vaccini hanno stabilito prezzi in linea con quelli del vaccino antifluenzale annuale.

### Tempistica
Gli obiettivi del progetto erano: sviluppare, produrre e distribuire centinaia di milioni di dosi di vaccino anti COVID-19 entro la fine del 2020, sono stati criticati come irrealistici, sulla base di decenni di esperienza nello sviluppo di vaccini contro le infezioni virali che normalmente richiedono anni o decenni prima di poter garantire un'efficacia adeguata. La maggior parte delle infezioni virali non ha vaccini perché sono avvenuti numerosi fallimenti nelle sperimentazioni cliniche nella fase iniziale.

### Competizione
L'operazione Warp Speed non ha collaborato con le organizzazioni cinesi per lo sviluppo di vaccini, con l'Organizzazione mondiale della sanità (OMS), con la Coalition for Epidemic Preparedness Innovations o con la Commissione europea. Il governo degli Stati Uniti ha scelto di non includere l'operazione Warp Speed come parte della sperimentazione internazionale di solidarietà sullo sviluppo dei vaccini organizzata dall'OMS.
L'8 dicembre 2020, il presidente Trump ha firmato un ordine esecutivo che impone alle aziende di vendere il vaccino negli Stati Uniti prima degli altri paesi.